# Іоасаф (Василиків)
Іоаса́ф (в миру Василиків Іван Кузьмич) — архієрей Православної церкви України (до 15 грудня 2018 року — Української православної церкви Київського патріархату), митрополит Івано-Франківський і Галицький, священноархімандрит Хресто-Воздвиженського Манявського чоловічого монастиря.

## Життєпис
Народився 7 лютого 1955 року в селі Грушів Дрогобицького району Львівської області. У 1972 р. здобув середню освіту.
У 1973–1976 рр. — служба в Армії. З 1976 по 1977 рр. працював на автокрановому заводі міста Дрогобича. З листопада 1977 р. по червень 1986 р. працював водієм тролейбуса в Львівському ТТПарку. У 1986–1988 рр. — позастрокова військова служба.
З лютого 1988 р. ніс послух іподиякона в кафедральному соборі Архангельської єпархії. 23 квітня 1989 р. пострижений єпископом Архангельським і Мурманським Пантелеймоном (Долгановим) в рясофор. 24 квітня 1989 р. рукоположений на диякона. 1 жовтня 1990 р. єпископом Архангельським і Мурманським (Пантелеймоном) рукоположений в сан ієрея. 24 березня 1992 р. пострижений у ченці в Свято-Іллінському кафедральному соборі міста Архангельська. З березня 1992 р. по березень 1997 р. — намісник Артеміє-Веркольського монастиря Архангельської єпархії. 24 березня 1995 р. піднесений до сану ігумена.
8 січня 1997 року єпископу Архангельському і Мурманському Тихону подав прохання про звільнення від обов'язків намісника монастиря у зв'язку із переїздом на Україну. 7 березня 1997 р. прийнятий до складу УПЦ КП.

## Єпископське служіння
6 квітня 1997 р. хіротонізований на єпископа Донецького і Луганського за Божественною літургією у Володимирському кафедральному соборі міста Києва. 29 жовтня 1997 р. призначається єпископом Івано-Франківським і Галицьким, керуючим Івано-Франківською єпархією.
9 грудня 2002 року піднесений до сану архієпископа.
Удостоєний вищих церковних нагород: Ордену Святого Архистратига Божого Михаїла (1999 р.), Ордену святого рівноапостольного князя Володимира ІІІ ступеня (23.01.2004) та Ордену Юрія Переможця (14.12.2006).
23 січня 2012 р. Указом Святійшого Патріарха Філарета возведений в сан митрополита.
15 грудня 2018 року разом із усіма іншими архієреями УПЦ КП взяв участь у Об'єднавчому соборі в храмі Святої Софії.
7 листопада 2023, після звільнення митрополита Чернівецького і Буковинського Данила (Ковальчука) на спокій, рішенням Синоду ПЦУ митрополита Іоасафа було призначено тимчасово керуючим Чернівецькою єпархією. 2 лютого 2024 року звільнений від виконання обов'язків унаслідок обрання єпископом Чернівецьким і Буковинським Феогноста (Бодоряка), єпископа Богородчанського..